# Grauwe stofuil
De grauwe stofuil (Caradrina gilva) is een vlinder uit de familie uilen (Noctuidae). De wetenschappelijke naam is voor het eerst geldig gepubliceerd in 1837 door Donzel.
De soort komt voor in Europa.